# دانیال غومو
دانیل جوما (انگلیسی: Daniel Goumou؛ زادهٔ ۱۰ آوریل ۱۹۹۰) یک ورزشکار اهل گینه است.
از باشگاه‌هایی که در آن بازی کرده‌است می‌توان به باشگاه ورزشی الریان اشاره کرد.